# Stigen (Nordland)
Stigen est une île de la commune de Lurøy en mer de Norvège dans le comté de Nordland en Norvège.

## Description
L'île de 13,5 km2 se trouve immédiatement à l'est entre les îles de Lurøya et Aldra et au nord-est de l'île d'Onøya. Il n'y a pas de liaisons routières vers l'île.